# Sanghalia
Sanghalia is een geslacht van vliesvleugeligen uit de familie Encyrtidae. De wetenschappelijke naam van dit geslacht is voor het eerst geldig gepubliceerd in 1955 door Jean Risbec.

## Soorten
Het geslacht Sanghalia is monotypisch en omvat slechts de volgende soort:
- Sanghalia kerandeli Risbec, 1955